# シャレン! Jリーグ社会連携
『シャレン! Jリーグ社会連携』（シャレン Jリーグしゃかいれんけい）とは日本プロサッカーリーグ（Jリーグ）と、同大会のタイトルパートナー（特別協賛社）の明治安田生命保険相互会社が、共同で取り組む「メセナ（企業の社会貢献活動）」である。

## 概要
Jリーグは発足当初から、これまでの企業（実業団）スポーツ、企業の福利厚生の範疇だったスポーツクラブの運営を、地域密着型へシフトチェンジしていくことを目指し、Jリーグ百年構想を通してサッカーと他のスポーツクラブとの連携を進めてきたが、これをさらに踏み込んで、地元のホームタウンでの福祉・社会貢献活動にも積極的に取り組み、全国で年間25000回以上に及ぶホームタウン活動に従事している。「これまでのホームタウン活動で育んだスポーツとしての価値を地域貢献活動により一層活用し、ともに地域の未来を創ろう」という思いから、Jリーグを中心に、スポーツだけでなく、様々な地域の課題を、社会という視点・物差しから連携し、豊かなまちづくりに貢献するための取り組みとして、「シャレン!」が定義づけられた。
毎年春に、前年度の社会貢献活動に取り組んだクラブを審査・表彰する「シャレン!アゥォーズ」 が行われている。

## 表彰
| 年度 | 賞                         | 活動                                                                             | クラブ名             | 備考           |
| ---- | -------------------------- | -------------------------------------------------------------------------------- | -------------------- | -------------- |
| 2020 | ソーシャルチャレンジャー賞 | 手話応援デー                                                                     | 大宮アルディージャ   | [ 3 ]          |
| 2020 | ソーシャルチャレンジャー賞 | 少年院の少年たちの社会復帰サポート活動                                           | FC東京               | [ 3 ]          |
| 2020 | パブリック賞               | ヴォルティスコンディショニングプログラム (SIB)                                   | 徳島ヴォルティス     | [ 3 ]          |
| 2020 | メディア賞                 | 芝生で地域課題解決！「しばふる」で街も人も笑顔に！                               | ガイナーレ鳥取       | [ 3 ]          |
| 2020 | Jリーグチェアマン特別賞    | 発達障がい児向けサッカー×ユニバーサルツーリズム                                  | 川崎フロンターレ     | [ 3 ]          |
| 2021 | ソーシャルチャレンジャー賞 | 【地域を応援】ホームタウン テイクアウトマップ                                    | 横浜F・マリノス      | [ 4 ]          |
| 2021 | ソーシャルチャレンジャー賞 | 守れ、ニイガタのいのち。自殺予防のための啓発活動                                 | アルビレックス新潟   | [ 4 ]          |
| 2021 | パブリック賞               | 福島県産品 PR·販路拡大事業                                                       | 福島ユナイテッドFC   | [ 4 ]          |
| 2021 | パブリック賞               | 静岡市シェアサイクル事業 PULCLE (パルクル)                                       | 清水エスパルス       | [ 4 ]          |
| 2021 | メディア賞                 | 地域のガキ大将づくり『復活！公園遊び』                                           | ガイナーレ鳥取       | [ 4 ]          |
| 2022 | ソーシャルチャレンジャー賞 | ゴミで繋ぐ未来へのパス、グルージャごみゼロPJ                                     | いわてグルージャ盛岡 | 2022 - YouTube |
| 2022 | ソーシャルチャレンジャー賞 | FC琉球県産品＆子供応援プロジェクト                                               | FC琉球               | 2022 - YouTube |
| 2022 | パブリック賞               | スタジアムトイレに生理用品の設置と生理への理解                                   | 松本山雅FC           | 2022 - YouTube |
| 2022 | パブリック賞               | 神戸市新型コロナワクチン接種会場の運営協力活動                                   | ヴィッセル神戸       | 2022 - YouTube |
| 2022 | メディア賞                 | Be supporters！サポーターになろう！                                              | カターレ富山         | 2022 - YouTube |
| 2022 | メディア賞                 | サッカーだけじゃない、地域で共創する夜のスタジアム                               | ガイナーレ鳥取       | 2022 - YouTube |
| 2023 | ソーシャルチャレンジャー賞 | 在留ブラジル人の子どもたちのお仕事体験                                           | 名古屋グランパス     | 2023 - YouTube |
| 2023 | パブリック賞               | やいづ ふっとさる かっぷ                                                         | 藤枝MYFC             | 2023 - YouTube |
| 2023 | メディア賞                 | 選手の汗と情熱がしみこんだ堆肥「芝～レ！」 カターレ食農プロジェクト ～紅はるか～ | カターレ富山         | 2023 - YouTube |
| 2023 | 明治安田 地元の元気賞      | 新しいフツウを子どもたちからプロジェクト ～大豆ミートバーガー編～                | 水戸ホーリーホック   | 2023 - YouTube |
| 2023 | クラブ選考賞               | 高校生が本気で挑戦できる場として 「高校生マーケティング探求」を実施              | モンテディオ山形     | 2023 - YouTube |
| 2023 | ファン·サポーター選考賞    | 継続は笑顔なり。20年続けてつながった2つのシャレン                                | ガイナーレ鳥取       | 2023 - YouTube |

1. ↑  新設
2. ↑  新設
3. ↑  新設
4. ↑  新設
5. ↑  新設
6. ↑  新設
7. ↑  新設